# آشلي مونتاغيو
مونتاغيو فرانسيس آشلي-مونتاغيو (1905-1999). الاسم عند المولد، إسرائيل إرينبيرغ. عالم أنثروبولوجيا بريطاني أمريكي أضفت جهوده شعبية على دراسة مواضيع مثل العرق والجندر، وعلاقتهما بالسياسة والتنمية. في العام 1950 كان مونتاغيو المقرر لبيان اليونسكو «المسألة العرقية».
في شبابه غيّر اسمه من إرينبيرغ إلى «مونتاغيو فرانسيس آشلي-مونتاغيو». بعد انتقاله إلى الولايات المتحدة تبنى الاسم «آشلي مونتاغيو».
تجنس مونتاغيو بالجنسية الأمريكية في العام 1940، وحاضر في جامعات هارفارد، وبرينستون، وروتغرز، وجامعة كالفورنيا، وسانتا باربارا، وجامعة نيويورك. على إثر طرده من جامعة روتغرز بعد جلسة استماع مكارثي، أثبت نفسه بصفته مثقفًا عامًا في عقديّ الخمسينيات والستينيات من القرن العشرين، إذ استضافته برامج التلفزة باستمرار، ونشر في العديد من المجلات والصحف. ألّف مونتاغيو أكثر من 60 كتابًا خلال مسيرة حياته. في العام 1995، كرّمته الجمعية الإنسانوية الأمريكية بوصفه المفكّر الإنسانوي لذلك العام.

## البدايات والتعليم
في بداية حياته، حمل مونتاغيو اسم إسرائيل إرينبيرغ، وولد في 28 يونيو 1905 في لندن بإنجلترا. ترعرع في الطرف الشرقي من لندن. يستذكر مونتاغيو تعرّضه للمضايقات ذات الدوافع المعادية للسامية كلما غادر حيّه اليهودي. درس مونتاغيو في المدرسة المركزية للبنين. ومنذ طفولته أولى اهتمامًا خاصًا بعلم التشريح وصادق عالم التشريح والأنثروبولوجيا آرثر كيث والذي تتلمذ على يديه بشكل غير رسمي.
في العام 1922، وفي سن السابعة عشرة، التحق مونتاغيو بكلية لندن الجامعية، حيث تحصّل على دبلوم علم النفس بعد الدراسة على أساتذته كارل بيرسون وتشارلز سبيرمان، ودراسته مقررات علم الأنثروبولوجيا لدى غرافتون إليوت سميث وتشارلز غابرييل سيلغمان. كما درس مونتاغيو في كلية لندن للاقتصاد، حيث كان من ضمن أوائل طلاب برونسيلاف مالينوفسكي. في العام 1931، هاجر إلى الولايات المتحدة الأمريكية. في ذلك الحين، حرّر رسالة مقدمًا بها نفسه لعالم الأنثروبولوجيا في جامعة هارفارد إيرنست هوتون، زاعمًا أنه درس في «كامبريدج، وأوكسفورد، ولندن، وفلورنسا، وكولومبيا»، وأنه حاصل على درجتيّ الماجستير والدكتوراه. في الواقع، لم يتخرج مونتاغيو في كامبريدج أو أوكسفورد ولم يكن حاصلًا على شهادة الدكتوراه بعد. درّس مونتاغيو علم التشريح لطلاب كلية طب الأسنان في الولايات المتحدة، ونال شهادة الدكتوراه في العام 1936 بعد تقديم أطروحته في جامعة كولومبيا بعنوان، العيش مع سكان أستراليا الأصليين: دراسة عن الاعتقادات التناسلية لدى القبائل الأصلية في أستراليا، والتي أشرف عليها عالم الأنثروبولوجيا الثقافية روث بيندكت. أصبح مونتاغيو أستاذًا في علم الأنثروبولوجيا في جامعة روتغرز، حيث عمل منذ 1949 حتى 1955.

## مسيرته المهنية
خلال عقد الأربعينيات من القرن الماضي، نشر مونتاغيو عدة أعمال تُشكك بصحة العِرق بوصفه مفهومًا بيولوجيًا، بما في ذلك البيان الأول لليونسكو حول العرق، وكتابه الشهير أخطر خرافات البشر: مغالطة العرق. عارض مونتاغيو بشكل خاص أعمال كارلتون إس كون، ومصطلح «العرق» بحد ذاته. في العام 1952، اشترك مع ويليام فوغت في محاضرة ألفريد كورزيبسكي التذكارية، والتي افتتحت السلسلة برمتها.
كتب مونتاغيو تقديم وببليوغرافيا نسخة العام 1955 من كتاب بيتر كروبوتكين العون المتبادل: أحد عوامل التطور، والذي أعيد طباعته في العام 2005.
نظرًا للخلافات الناجمة عن مشاركته في «بيان اليونسكو حول العرق»، أصبح مونتاغيو هدفًا لمعادي الشيوعية، ولعدم تثبيت وظيفته، فُصل من جامعة روتغرز، و«ألفى جميع الأبواب الأكاديمية الأخرى موصدة في وجهه». تقاعد مونتاغيو من عمله الأكاديمي في العام 1955 وانتقل إلى برينستون، نيو جيرسي لمواصلة كتاباته العامة وظهوره أمام الجمهور الأعرض. أصبح ضيفًا معروفًا في برنامج ذا تونايت شو لمقدمه جوني كارسون.